# Allai
Allai ist ein sardisches Dorf mit 349 Einwohnern (Stand 31. Dezember 2023) in der Provinz Oristano in der historischen Gegend des Barigadu, die zum Großteil aus Wäldern besteht.
Die Nachbargemeinden sind Busachi, Fordongianus, Ruinas, Samugheo, Siamanna, Siapiccia und Villaurbana.

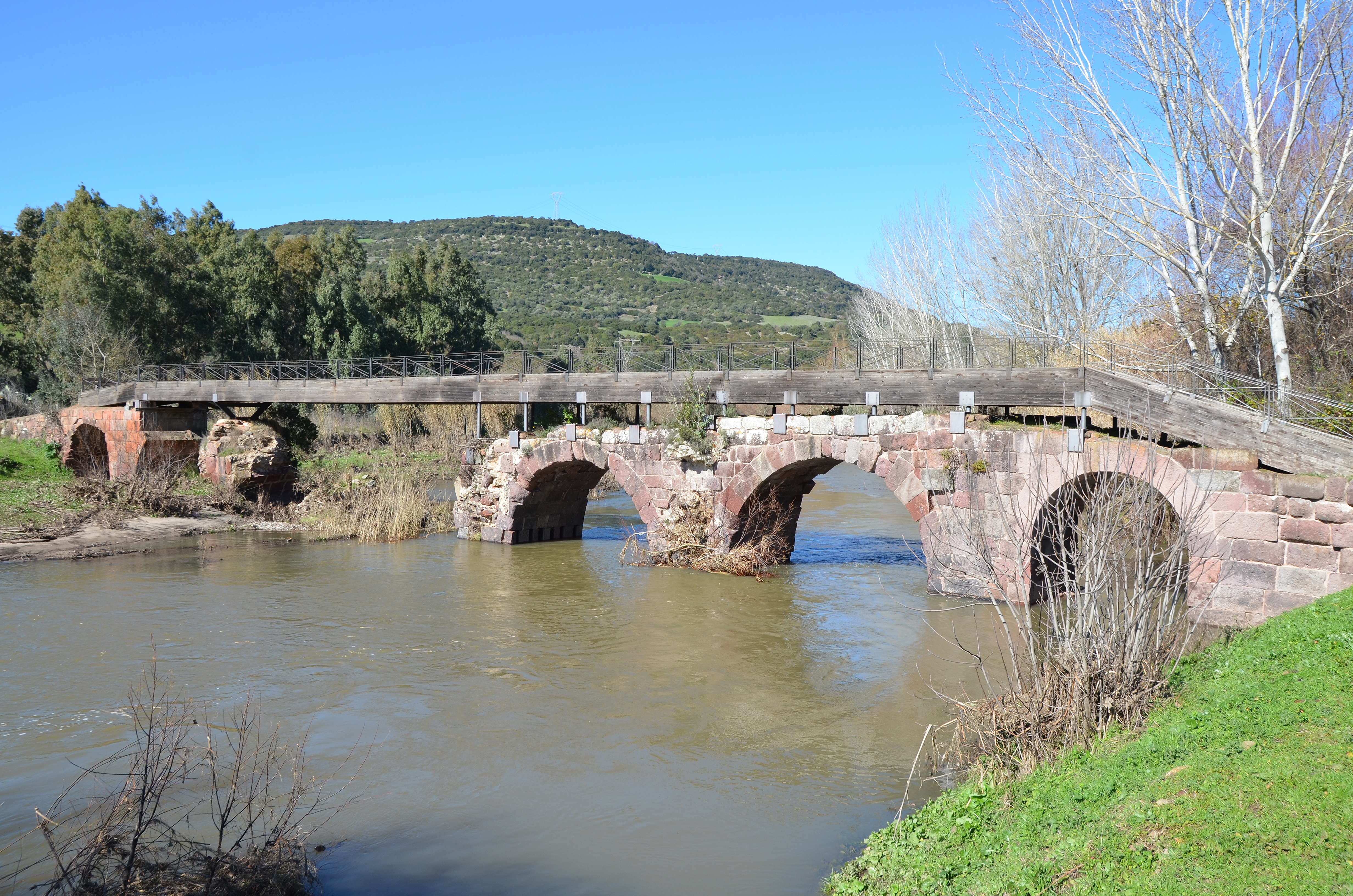
Pont'Ecciu; römische Brücke